# Wilhelm Jerger
Wilhelm Jerger, né le 27 septembre 1902 à Vienne et mort le 24 avril 1978 à Linz est un compositeur, chef d'orchestre et historien de la musique autrichien.

## Biographie
Wilhelm Jerger commence à étudier la musique à l'Académie de musique et des arts du spectacle de Vienne, avec Edouard Madensky, avec comme principal sujet la contrebasse. D'autre part, il étudie la théorie musicale, avec Eusebius Mandyczevski, et la direction, avec Franz Schalk. En 1922, il termine ses études par un examen et est engagé la même année en tant que contrebassiste par le Vienna State Opera Orchestra. 
Dans les années 1922-1923 et 1925-1927, Jerger étudie la musicologie à l'Université de Vienne sous la direction de Guido Adler. En plus de son travail à l'orchestre de l' Opéra national, Jerger enseigne à partir de 1936 au Conservatoire de Vienne et reçoit en 1938 une tâche d'enseignement de la pratique des instruments à l' Imperial College of Music de Vienne. Jerger est membre depuis le 1er mai 1932 du NSDAP (numéro de membre: 1.207.001) et membre de la SS depuis 1938. 
En 1938, Jerger est également nommé directeur par intérim de l'Orchestre philharmonique de Vienne par l'administrateur de la culture d'État du NSDAP à Vienne, le secrétaire d'État Hermann Stuppäck. Le 22 décembre 1939, Joseph Goebbels le nomme au conseil d'administration de l' Association philharmonique de Vienne. Le 20 avril 1938, il est nommé par Adolf Hitler en tant que chambriste. 
En 1939, il devient «conseiller de la ville de Vienne» et en 1942, il est nommé professeur. Après la fin de la Seconde Guerre mondiale, il est relevé de ses fonctions dans le cadre de la dénazification et se rend à Salzbourg. 
En 1948, il s'installe à Lucerne et reprend ses études à l'Université de Fribourg en Suisse. En 1952, il les termine avec l'obtention d'un doctorat de philosophie. En 1958, il retourne en Autriche et reprend le 15 août de la même année la direction du Conservatoire Anton Bruckner, qu'il conserve jusqu'en 1973. 
La composition la plus célèbre de Jerger est le Salzburger Hof und Barockmusik, une œuvre de musique de chambre en quatre mouvements.

## Compositions
- Concerto grosso.
- Hymnen an den Herrn.
- Theresianische Feste.
- Erste Symphonie (Klassische Symphonie).
- Symphonische Variationen über ein Choralthema.
- Österreichische Bauernlieder.

## Publications
- Erbe und sendung, Vienne, 1942.
- August Göllerich's wirken für Franz Liszt, Linz, 1961.
- Vom Musikverein zum Anton Bruckner konservatorium 1823–1963, Linz, 1963.
- August Göllerich, schüler und interpret von Franz Liszt, 1972.
- Franz Liszt's klavierunterricht von 1884-1886, Ratisbonne, 1975.
- August Göllerich, dans Die musik in geschichte und gegenwart, par Friedrich Blume, 1979.